# Hyakken Uchida

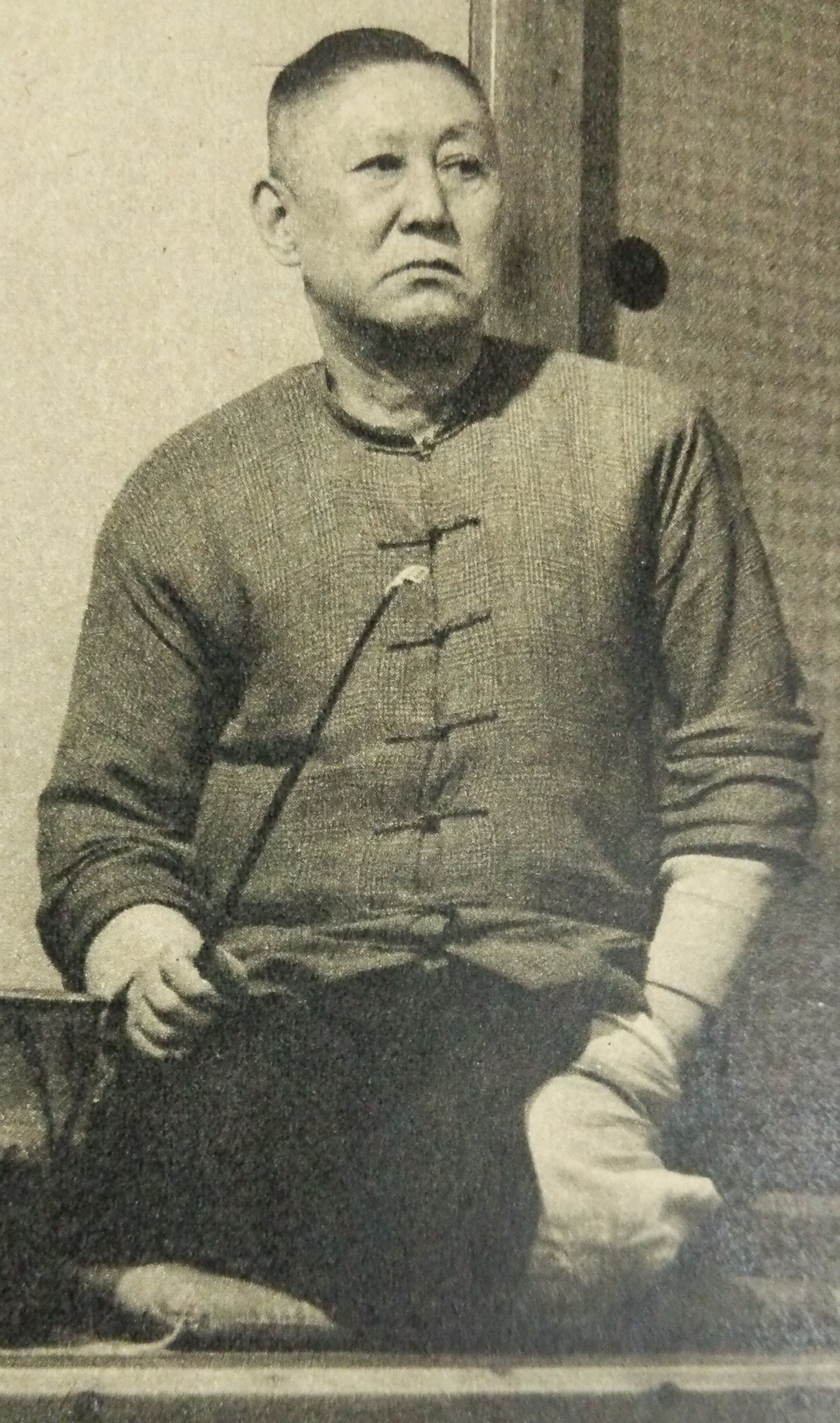
Uchida Hyakken

Hyakken Uchida (en japonés 内田 百間), (Okayama, Prefectura de Okayama, Japón, 29 de mayo de 1889 - Tokio, 20 de abril de 1971) fue un novelista y ensayista y profesor de idioma alemán. Su obra se encuentra íntimamente relacionada con el cine, ya que algunas de sus obras fueron llevadas a la pantalla grande e incluso la historia de su vida fue inspiración para la última película de Akira Kurosawa.

## Inicios
Uchida nació en una familia de comerciantes de sake en la ciudad de Okayama. Desde que estudiaba la secundaria comenzó a escribir en revistas locales. A la edad de veintiún años se trasladó a la capital del Japón para estudiar la licenciatura en idioma alemán en la Universidad de Tokio. En este lugar comenzó a destacar como cuentista llamando la atención del novelista Natsume Sōseki a quien conoció en 1911, por lo que se convirtió en un invitado frecuente a las reuniones literarias que Sōseki solía organizar cada jueves en su casa. En este grupo surgieron otros escritores nipones como Suzuki Miekichi (1882-1936) y Morita Sōhei (1881-1949).

## Vida profesional
Al terminar la universidad, Uchida trabajó como profesor de alemán en la Academia del Ejército Imperial, y más tarde en la Universidad de Hōsei. En esta época, aproximadamente hacia 1930, apareció su primera colección de cuentos, Meido (El más allá), comenzando a ser una de las voces originales del Japón de la pre-guerra.

## Obra
La obra de Uchida tuvo una gran variedad de estilos y géneros, incluyendo ficción, los zuihitsu (ensayos), diarios de guerra, poesía, crónicas de viaje e historias para niños. El éxito de su colección Hyakkien zuihitsu (Ensayos de Hyakkien, 1933) hizo que abandonara la enseñanza y se dedicara exclusivamente a la escritura. La obra de Hyakken ha sido llevada también al cine. Su relato “Sarasate no ban” (“El disco de Sarasate”, 1948) fue llevado al celuloide por Suzuki Seijun con el título Zigeunerweisen en 1980. La vida de Hyakken fue la inspiración de la última película de Akira Kurosawa llamada Madadayo en 1993. Lamentablemente, hasta el año 2014 aún no se cuenta con ninguna obra de Hyakken Uchida traducida al idioma español.